# MÁV TVa
Die Dampflokomotivreihe MÁV TVa war eine Tenderlokomotivreihe der Ungarischen Staatsbahnen (MÁV), die auch von der Kaschau-Oderberger Bahn (KsOd) beschafft wurde.

## Geschichte
Da auf manchen ungarischen Nebenbahnen nur geringerer Achsdruck als der der Reihe MÁV TV (später MÁV 375) zugelassen war, wurde die Reihe TVa (später 376) entwickelt.
Sie wurde zunächst von 1910 bis 1913 in Verbundausführung im Umfang von 208 Exemplaren beschafft.
Ab 1914 wurden Heißdampf-Zwillingsvarianten von 83 Stück gebaut, denen 28 kriegsbedingte Exemplare mit Brotankesseln folgten.
Alle Lokomotiven dieser Reihe wurden in Budapest gebaut.
Einige Verbundmaschinen wurden in Heißdampfzwillinge umgebaut und sodann als 376,601–649 bezeichnet.
1912 bis 1914 wurden ebenfalls in Budapest elf Stück von den leistungsfähigen Verbund-Tenderlokomotiven für die KsOd gebaut.
Bei der Verstaatlichung der KsOd 1924 kamen alle Fahrzeuge dieser Baureihe zu den ČSD, die sie als 320.201–211 bezeichneten. 20 ehemalige MÁV-Lokomotiven kamen nach dem Ersten Weltkrieg zu den ČSD. Sie wurden kurzfristig als 310.301–320 bezeichnet und erhielten schließlich die Nummern 320.212–231. Nach dem Zweiten Weltkrieg kamen weitere ehemalige MÁV Lokomotiven zu den ČSD und wurden als 320.232–246 bezeichnet.
Sie wurden bis 1966 ausgemustert.
Im Laufe des Zweiten Weltkriegs kam es zu mehreren Umbezeichnungen infolge der Einordnung von (von den ČSD, JDŽ, …) erbeuteten Maschinen.
So wurden etwa Lücken, die durch den Umbau in Heißdampfzwillinge entstanden, gefüllt oder die Bezeichnungen 376,801–805 sowie 376,1001 eingeführt.
Die als 376,1002/4/8/9 bezeichneten Maschinen gehörten jedoch als Reihe MÁV 376" (ex kkStB 99) einer anderen Bauform an.